# Здание больницы на улице Щетинкина (Новосибирск)
Здание больницы на улице Щетинкина — двухэтажное здание, расположенное в Железнодорожном районе Новосибирска. Построено в 1928 году. Памятник архитектуры регионального значения.
Здание представляет собой сооружение, выполненное в несвойственном для Новосибирска того периода стиле неоклассицизма.

## Описание
Главный (северный) фасад здания обращён к улице Щетинкина, восточный фасад ориентирован на Советскую улицу.
Декор здания выдержан в неоклассических формах: плоские пилястры в простенках оконных проёмов, глубокая ленточная рустовка первого этажа и полуколонны.
Два асимметричных ризалита декорируют главный фасад: ризалит входной части украшают фиксирующие вход полуколонны и полуциркульная ниша в два этажа, другой ризалит дополняют пилястры, его завершает ступенчатый фронтон с полуциркульным слуховым окном.
Восточный фасад украшен ризалитом со ступенчатым фронтоном и четырьмя прямоугольными пилястрами.
Окна на фасадах завершаются декоративным элементом — рельефной перемычкой с замковым камнем.
Профилированный карниз с сухариками венчает здание.
Двускатная крыша стропильной конструкции завершает Г-образный объём здания.
Фасады здания окрашены в два цвета: рустовка первого этажа и элементы декора имеют белый цвет, тогда как плоскость стен второго этажа выкрашена в жёлтый.
Со стороны улицы Щетинкина находится главный вход в здание, он ведёт в просторный вестибюль, который завершается парадной трёхмаршевой лестницей с кованым решётчатым ограждением. Здание больницы коридорного типа. Пол некоторых помещений выложен сохранившейся керамической плиткой.